# Canodia
Canodia is een geslacht van vlinders van de familie tandvlinders (Notodontidae).

## Soorten
- C. carmelitoides Guenée, 1852
- C. difformis Herrich-Schäffer, 1854